# Wybory prezydenckie w Chorwacji w latach 2009–2010
Wybory prezydenckie w Chorwacji w 2009/2010 roku – wybory prezydenckie w Chorwacji przeprowadzone 27 grudnia 2009 oraz 10 stycznia 2010. Zwycięzcą wyborów został kandydat lewicy, Ivo Josipović, który wygrał I turę głosowania, w drugiej pokonał kandydata niezależnego, Milana Bandicia, zdobywając 60,26% głosów poparcia.

## Lista kandydatów
W pierwszej turze startowało łącznie 12 kandydatów z których liczyło się jedynie czterech: Ivo Josipović, Milan Bandić, Andrija Hebrang oraz Nadan Vidošević. Lista wszystkich kandydatów:

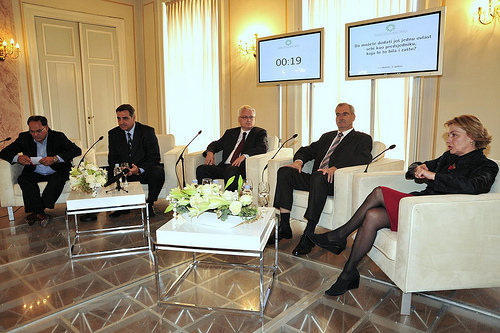
Debata prezydencka w Chorwacji.

- Andrija Hebrang (HDZ)
- Ivo Josipović (SDP)
- Milan Bandić (niezależny)
- Vesna Pusić (HNS)
- Dragan Primorac (niezależny)
- Nadan Vidošević (niezależny)
- Miroslav Tuđman (niezależny)
- Vesna Škare-Ožbolt (niezależna)
- Damir Kajin (IDS)
- Boris Mikšić (niezależny)
- Josip Jurčević (niezależny)
- Slavko Vukšić (DSSR)

## Wyniki I tury wyborów

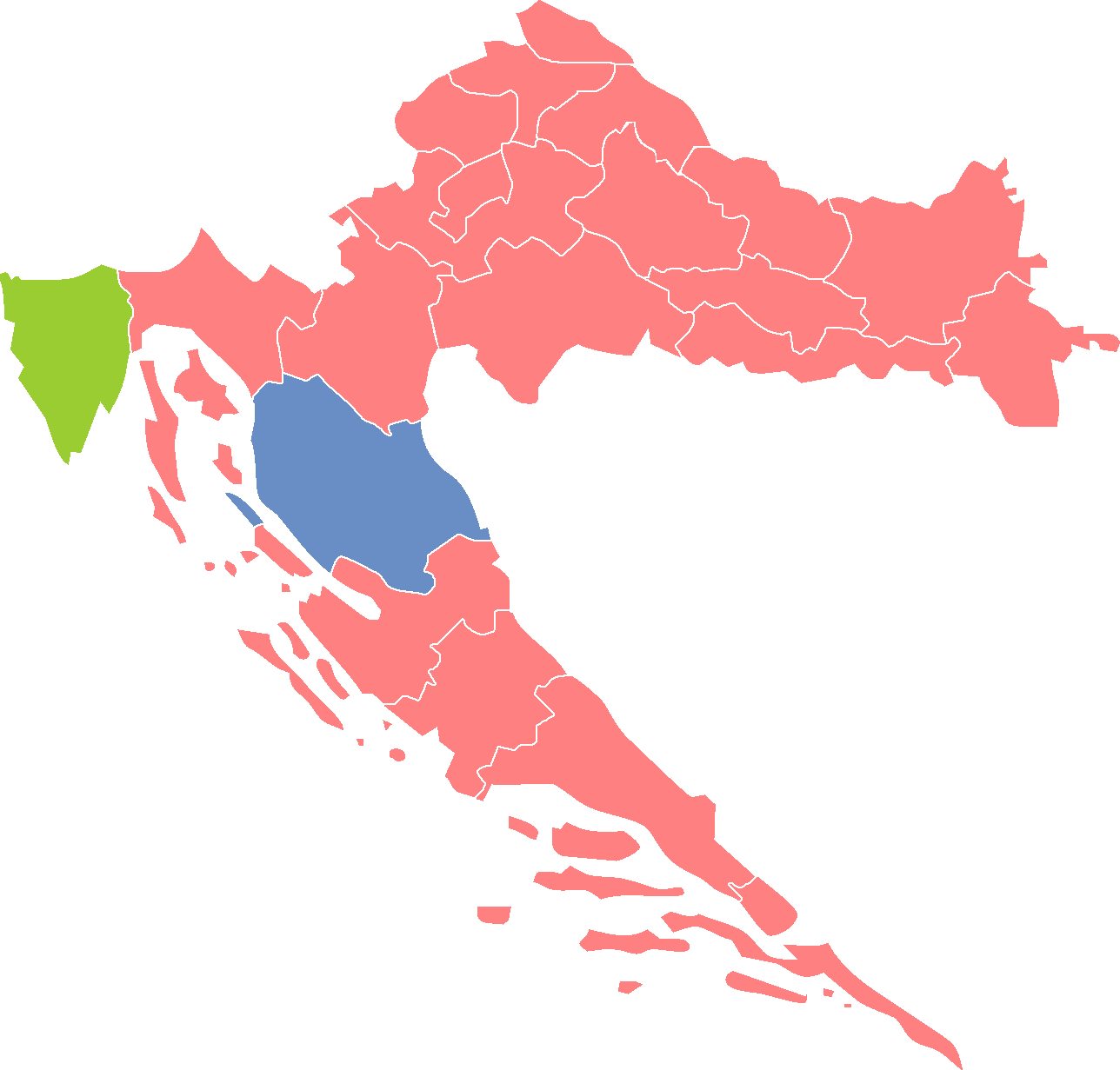
Zwycięzcy w poszczególnych regionach kraju:Josipović: czerwony; Hebrang: niebieski; Kajin: zielony.

Według oficjalnych wyników, w I turze wyborów prezydenckich zwyciężył kandydat Socjaldemokratycznej Partii Chorwacji Ivo Josipović, który zdobył 32,42% głosów. Drugie miejsce zajął niezależny kandydat Milan Bandić, uzyskując 14,83% głosów. Andrija Hebrang, z wynikiem 12,04% głosów, zajął trzecie miejsce. Frekwencja wyborcza wyniosła 43,96%. Josipović i Bandić przeszli do II tury wyborów, zorganizowanej 10 stycznia 2010.
| Kandydat – Partia polityczna | Kandydat – Partia polityczna    | Liczba głosów      | %      |
| ---------------------------- | ------------------------------- | ------------------ | ------ |
|                              | Ivo Josipović (SDP)             | 640 594            | 32,42% |
|                              | Milan Bandić (niezależny)       | 293 068            | 14,83% |
|                              | Andrija Hebrang (HDZ)           | 237 998            | 12,04% |
|                              | Nadan Vidošević (niezależny)    | 223 892            | 11,33% |
|                              | Vesna Pusić (HNS)               | 143 190            | 7,25%  |
|                              | Dragan Primorac (niezależny)    | 117 154            | 5,93%  |
|                              | Miroslav Tuđman (niezależny)    | 80 784             | 4,09%  |
|                              | Damir Kajin (IDS)               | 76 411             | 3,87%  |
|                              | Josip Jurčević (niezależny)     | 54 177             | 2,74%  |
|                              | Boris Mikšić (niezależny)       | 41 491             | 2,10%  |
|                              | Vesna Škare-Ožbolt (niezależna) | 37 373             | 1,89%  |
|                              | Slavko Vukšić (niezależny)      | 8 309              | 0,42%  |
| Głosy nieważne               | Głosy nieważne                  | 20,890             | -      |
| Razem                        | Razem                           | 1,954,441 (43,96%) | 100%   |
| Źródło:                      |                                 |                    |        |

## Wyniki II tury wyborów

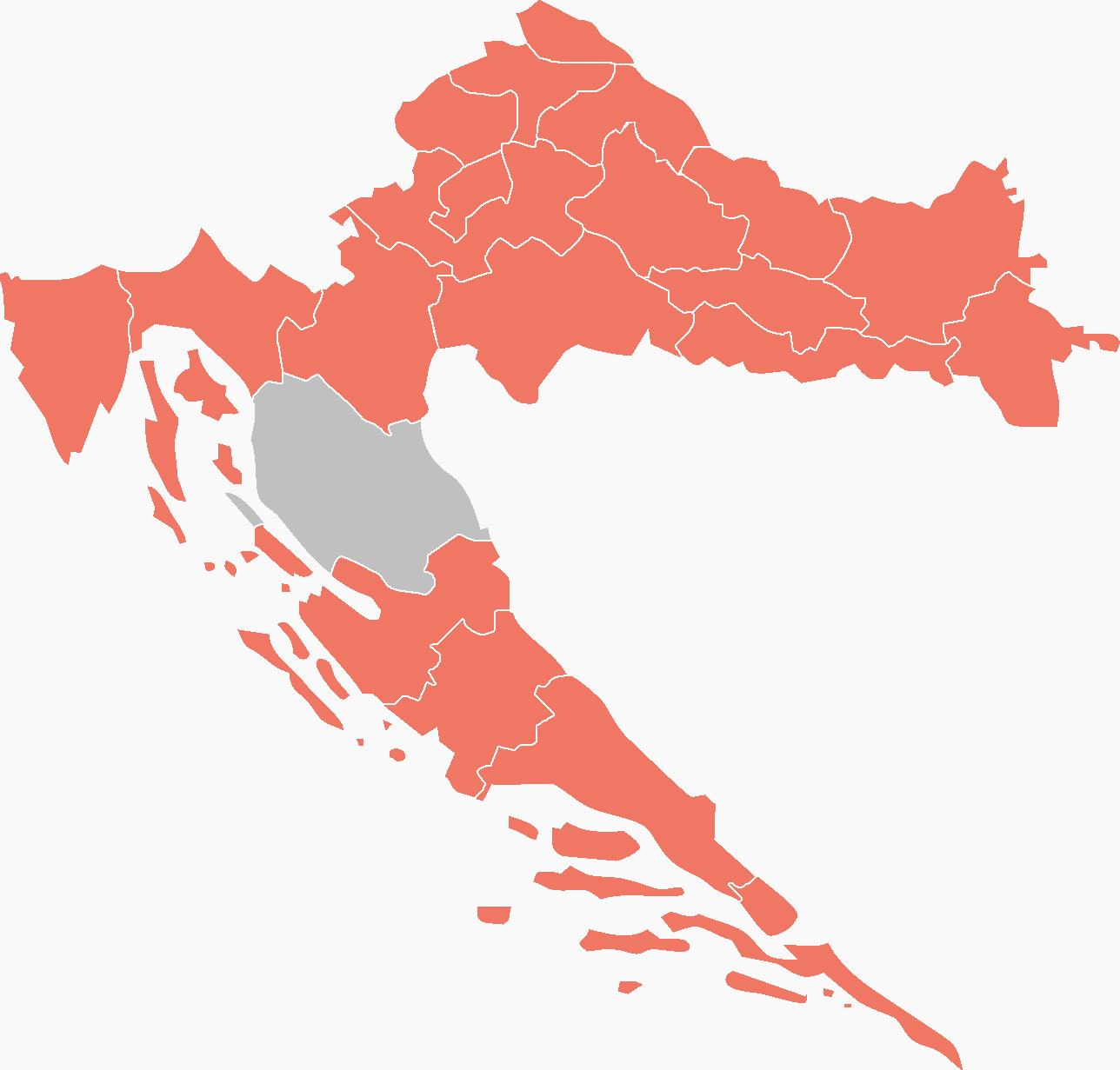
Zwycięzcy w II turze w poszczególnych regionach kraju, Josipović: czerwony; Bandić: szary.

W II turze wyborów 10 stycznia zdecydowane zwycięstwo odniósł kandydat lewicy, Ivo Josipović, który uzyskał 60,26% głosów poparcia.
| Kandydat – Partia polityczna | Kandydat – Partia polityczna | Liczba głosów      | %      |
| ---------------------------- | ---------------------------- | ------------------ | ------ |
|                              | Ivo Josipović (SDP)          | 1 339 385          | 60,26% |
|                              | Milan Bandić (niezależny)    | 883 222            | 39,74% |
| Głosy nieważne               | Głosy nieważne               | 30 547             | -      |
| Razem                        | Razem                        | 2,253,570 (50,13%) | 100%   |
| Źródło:                      |                              |                    |        |